# بيجارية متلوية
بيجارية متلوية (الاسم العلمي:Bejaria aestuans) هي نوع من النباتات تتبع جنس البيجارية من الفصيلة الخلنجية.